# Polythore
Genre
Polythore est un genre  dans la famille des Polythoridae appartenant au sous-ordre des Zygoptères dans l'ordre des Odonates. Il comprend vingt espèces.

## Liste d'espèces
Ce genre comprend 20 espèces :
- Polythore aurora (Selys, 1879)
- Polythore batesi (Selys, 1879)
- Polythore beata (McLachlan, 1869)
- Polythore boliviana (McLachlan, 1878)
- Polythore concinna (McLachlan, 1881)
- Polythore derivata (McLachlan, 1881)
- Polythore gigantea (Selys, 1853)
- Polythore koepckei Börzsöny, 2013
- Polythore lamerceda Bick & Bick, 1985
- Polythore manua Bick & Bick, 1990
- Polythore mutata (McLachlan, 1881)
- Polythore neopicta Bick & Bick, 1990
- Polythore ornata (Selys, 1879)
- Polythore picta (Rambur, 1842)
- Polythore procera (Selys, 1869)
- Polythore terminata Fraser, 1946
- Polythore spaeteri Burmeister & Börzsöny, 2003
- Polythore victoria (McLachlan, 1869)
- Polythore vittata (Selys, 1869)
- Polythore williamsoni (Förster, 1903)